# Аш-Шариф, Манал
Манал аш-Шариф (араб. منال الشريف‎; род. 25 апреля 1979, Мекка) — правозащитница и борец за права женщин в Саудовской Аравии, которая в 2011 году инициировала кампанию за право вождения автомобиля женщинами. В ходе этой кампании её соратница Ваджеха аль-Хувайдер записала на видео, как Манал аш-Шариф управляет автомобилем. Видео было опубликовано на Youtube и в Facebook. После этого 21 мая Манал аш-Шариф была арестована и отпущена, а затем повторно арестована на следующий день. 30 мая аш-Шариф была отпущена под залог, но с условием явки и дачи показаний в случае необходимости, запрета вождения автомобиля и запрета на общение с прессой. New York Times и Ассошиэйтед Пресс сравнила кампанию за право вождения автомобиля женщинами с проявлением «арабской весны», а длительное содержание аш-Шариф под арестом — со «страхом протестов», испытываемым саудовскими властями.
В дальнейшем аш-Шариф оставалась активным критиком саудовских властей, публикуя в «Твиттере» сообщения о заключённых работницах-иностранках, отсутствии выборов в Совет Шуры, и убийстве Ламы аль-Гамди (закрыла аккаунт в социальной сети в 2019 году). Её работа была оценена журналами Foreign Policy, Time, а также Форумом свободы в Осло.

## Биография
Манал аш-Шариф окончила Университет короля Абдул-Азиза со степенью бакалавра наук по программированию, имеет сертификат Cisco. До мая 2012 года работала консультантом в сфере интернет-безопасности в нефтяной компании «Saudi Aramco». Она также писала статьи для ежедневной саудовской газеты Аль Ватан.

## Кампания по защите прав женщин
Помимо своей основной работы, аш-Шариф выступала в защиту прав женщин Саудовской Аравии на протяжении многих лет. По выражению New York Times, аш-Шариф «выкидывала номера, чтобы обратить внимание на отсутствие прав у женщин». О кампании 2011 года за право вождения автомобиля женщинами Amnesty International написали следующее: «Манал аш-Шариф следует давней традиции женщин-активисток по всему миру, которые бросают вызов дискриминационным законам и политике».

### Право на вождение автомобиля женщинами в Саудовской Аравии
По данным 2013 года женщины Саудовской Аравии ограничены в праве управлять автомобилем и фактически не могут этого делать. В 1990 году десятки женщин Эр-Рияда, выехавшие в знак протеста на автомобилях, были арестованы на сутки с конфискацией паспортов, а некоторые из них ещё и лишились работы. В сентябре 2007 года Ассоциация по защите прав женщин Саудовской Аравии, соучреждённая Ваджехой аль-Хувайдер и Фавзией аль-Уони подала петицию с 1100 подписями королю Абдулле с просьбой разрешить вождение автомобилей женщинам. В 2008 году в Международный женский день Хувайдер сняла себя на видео, управляющей автомобилем и опубликовала это видео на YouTube. Тем самым она привлекла внимание международных СМИ. Воодушевлённая «арабской весной» женщина из Джидды по имени Нэджла Харири села за руль автомобиля на второй неделе мая 2011 года со словами: «Раньше в Саудовской Аравии мы никогда не слышали про протесты. Но события на Ближнем Востоке, когда группы людей стали выходить на улицы и требовать то, что им нужно, сильно повлияли на меня».

### Кампания за право вождения автомобиля женщинами 2011 года

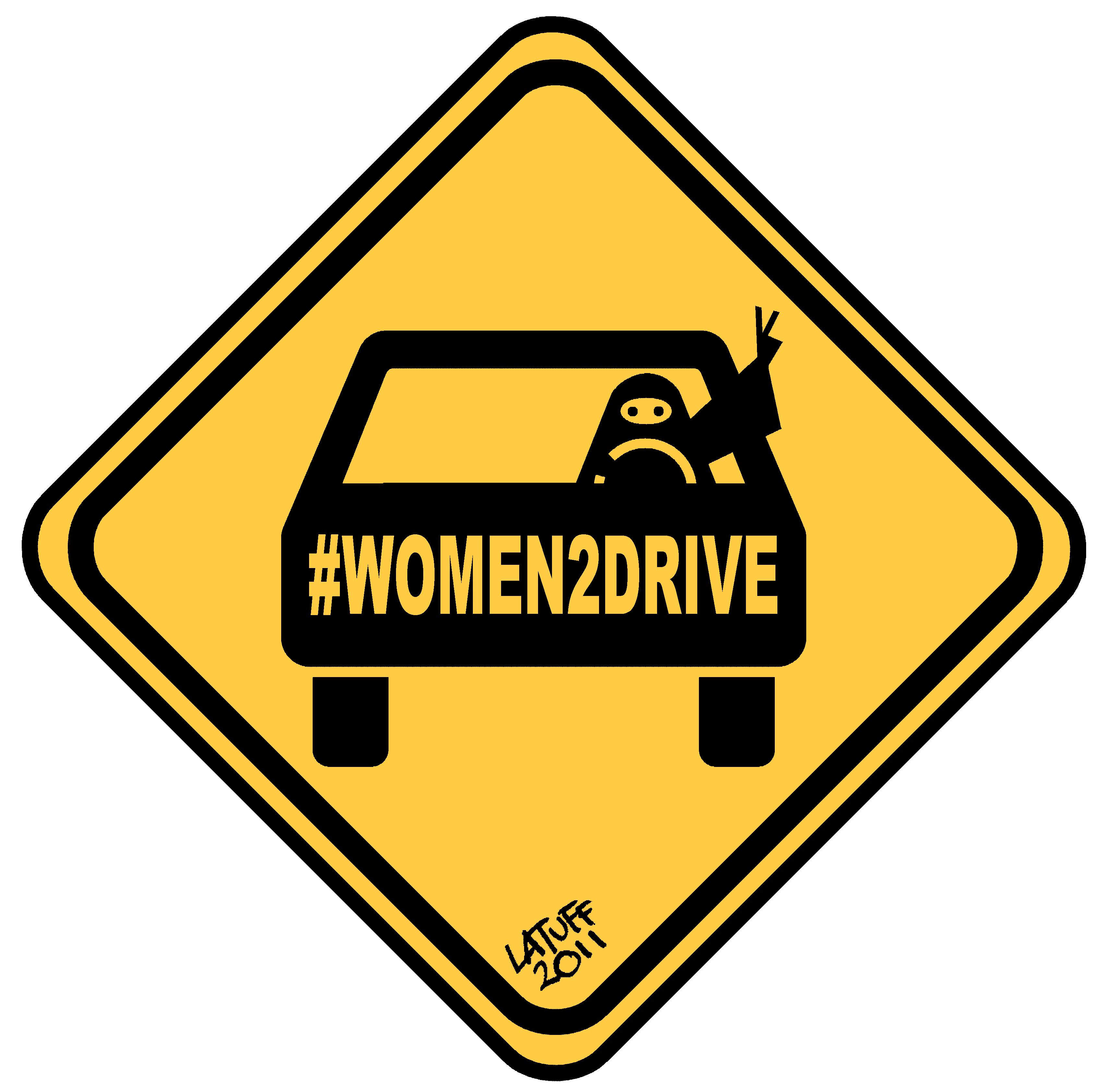
Карикатура Карлоса Латуффа, посвящённая снятию запрета на вождении автомобиля

В 2011 году Манал аш-Шариф и группа женщин начали в Facebook кампанию за предоставление женщинам права вождения автомобилей, получившую название «Teach me how to drive so I can protect myself» («Научи меня водить автомобиль, чтобы я могла защитить себя») или «Women2Drive». Участники призвали всех женщин сесть за руль 17 июня 2011 года. К 21 маю 2011 года около 12 000 подписчиков страницы в Facebook выразили свою поддержку. Аш-Шариф объяснила, что это — акция по продвижению прав женщин, а не заявление протеста. Кампания произвела впечатление на Ваджеху аль-Хувайдер и она решила помочь.
К концу мая аль-Хувайдер сняла на видео аш-Шариф, которая управляла автомобилем, объезжая Эль-Хубар. Видео было опубликовано на YouTube и в Facebook. В этом видео аш-Шариф заявила: «Это добровольная кампания, призванная помочь женщинам этой страны научится водить автомобиль в чрезвычайных случаях, которые могут произойти, не дай Бог. Что будет если тот, кто находится за рулём и везёт женщин, вдруг получит сердечный приступ?» 21 мая она была задержана религиозной полицией, и отпущена через шесть часов. К 23 маю 2011 года около 600 000 человек просмотрели это видео.
Видео с аш-Шариф за рулём автомобиля, опубликованное на YouTube, стало недоступным в стране, где было записано, страница в Facebook была удалена, а аккаунт аш-Шариф в «Твиттере» был «скопирован и изменён». Сторонники аш-Шариф вновь опубликовали видео, создали страницу в Facebook, а краткое изложение всех пяти правил, рекомендованных аш-Шариф для проведения кампании 17 июня было опубликовано в блоге New York Times.
22 мая аш-Шариф была вновь задержана. Журналисты начали задавать вопросы генеральному директору управления транспортом генерал-майору Сулейману аль-Ажлану о правилах дорожного движения для женщин. Аль-Ажлан заявил, что эти вопросы нужно адресовать членам Консультативного совета Саудовской Аравии. Общественная компания RTBF предположила, что аш-Шариф была приговорена к пяти дням лишения свободы.
New York Times охарактеризовал кампанию аш-Шариф как «зарождающееся протестное движение», которое власти Саудовской Аравии попытались «быстро подавить». В Associated Press написали, что «саудовские власти применили более суровые, чем полагается меры к аш-Шариф после того, как осознали, что её кампания сплотила молодёжь, желающую перемен» в контексте «арабской весны». Эти новостные организации объяснили столь долгий срок задержания аш-Шариф страхом широкомасштабного протеста, возникшим у саудовских властей. Amnesty International объявила аш-Шариф узником совести и потребовали её немедленного и полного освобождения.
На следующий день после ареста аш-Шариф уже другая женщина была задержана за вождение автомобиля. Она управляла машиной в городе Ар Рас. В машине вместе с ней находились ещё другие две женщины, и она была задержана дорожной полицией и в присутствии религиозной полиции. Эта женщина была отпущена лишь после того, как подписала бумагу об отказе от вождения автомобилем. В ответ на арест аш-Шариф сразу на следующий день ещё несколько саудовских женщин опубликовали видео, где они управляли автомобилем. 26 мая согласно информации, полученной от Валида Абдулхайра, власти заявили, что задержание аш-Шариф продлится до 5 июня 2011 года. 30 мая аш-Шариф была условно освобождена. Её адвокат Аднан ас-Салех сообщил, что её обвинили в подстрекательстве женщин к управлению автомобилем и «созданию общественного мнения». Аш-Шариф была освобождена под залог, но с условием явки и дачи показаний в случае необходимости, запрета вождения автомобиля и запрета на общение с прессой. В качестве возможных причин столь раннего освобождения аш-Шариф, по версии The National (Абу Даби), указываются письмо, написанное аш-Шариф на имя саудовского короля Абдуллы, онлайн-петиция, поданная 4500 саудовцами на имя короля Абдуллы и «выражение негодования саудовцами и критиками за рубежом по поводу того, что аш-Шариф была посажена в тюрьму за действия, не являющиеся ни уголовным преступлением, ни преступлением против нравственности».
15 ноября 2011 года аш-Шариф подала протест в связи с отказом чиновников Генерального управления дорожного движения Эр-Рияда принять её заявление на получение водительских прав. 4 февраля 2012 года схожий иск был подан Самар Бадави.

### Кампания 2011 года в защиту заключённых женщин
После освобождения из тюрьмы 30 мая аш-Шариф инициировала кампанию в «Твиттере» под названием «Faraj», призванную освободить саудиток, филиппинок и индонезиек, проживающих в Саудовской Аравии и заключённых в женскую тюрьму Эд-Даммама за то, что они «взяли в долг небольшую сумму денег и не смогли возвратить долг». Аш-Шариф заявила, что заключённые женщины, в основном, являются прислугой и продолжают находиться в тюрьме уже после истечения сроков тюремного заключения из-за невозможности уплаты своего долга и того, что их саудовские работодатели не помогли освободиться или не оплатили стоимость обратных билетов для возвращения домой. Она навела справки по поводу 22 индонезиек и назвала имена четырёх из них, нуждающихся в помощи, указав при этом размер их долга. Она призвала перечислить пожертвования непосредственно директору женской тюрьмы Эд-Даммама, чтобы возместить долги женщин и освободить их.

## Посткампания
23 января 2012 года было ошибочно сообщено о смерти аш-Шариф в результате ДТП в Джидде. 25 января The Guardian подтвердила, что на самом деле она жива, а жертвой ДТП явилась «неизвестная женщина, проживающая в пустыне», которая никак не связана с движением за вождение автомобилей женщинами.
В результате ареста, по сообщению аш-Шариф, она подверглась притеснениям со стороны работодателя в Aramco. Ей удалось избежать выяснения отношений по поводу своей поездки в Норвегию для получения премии Вацлава Гавеля.
В декабре 2012 года аш-Шариф подвергла критике инициативу саудовских властей информировать мужей посредством СМС о выезде их жён или родственников за пределы страны согласно закону, по которому мужчины являются законными опекунами своих жён. «Этот, казалось бы, небольшой факт информирования через sms, наводит на мысль о более масштабной проблеме со всей системой опеки и попечительства», — написала она в «Твиттере». Когда в январе 2013 года король Абдулла впервые назначил женщин в Консультативный совет Саудовской Аравии, аш-Шариф подвергла критике эту реформу, как недостаточную, указав, что Совет все ещё не является выборным органом и не может проводить законопроекты. В феврале она привлекла внимание международной общественности к делу пятилетней девочки Ламы аль-Гамди, которая подверглась изнасилованию, побоям и сожжению своим отцом Файханом аль-Гамди; он находился в заключении четыре месяца и уплатил дия в размере 200 000 саудовских риялов (около 50 000 долларов США).

## Признание
По версии журнала Foreign Policy, аш-Шариф входит в топ-100 мировых мыслителей 2011 года и упомянута в журнале Forbes того же года в числе женщин, которые потрясли мир. В 2012 году издание The Daily Beast назвало аш-Шариф одной из самых бесстрашных женщин года, а журнал Time причислил её к списку 100 наиболее влиятельных женщин 2012 года. Также она была в числе трёх номинантов на получение премии Вацлава Гавела в первый год её вручения на Форуме свободы в Осло.